# Cuarenta acres y una mula

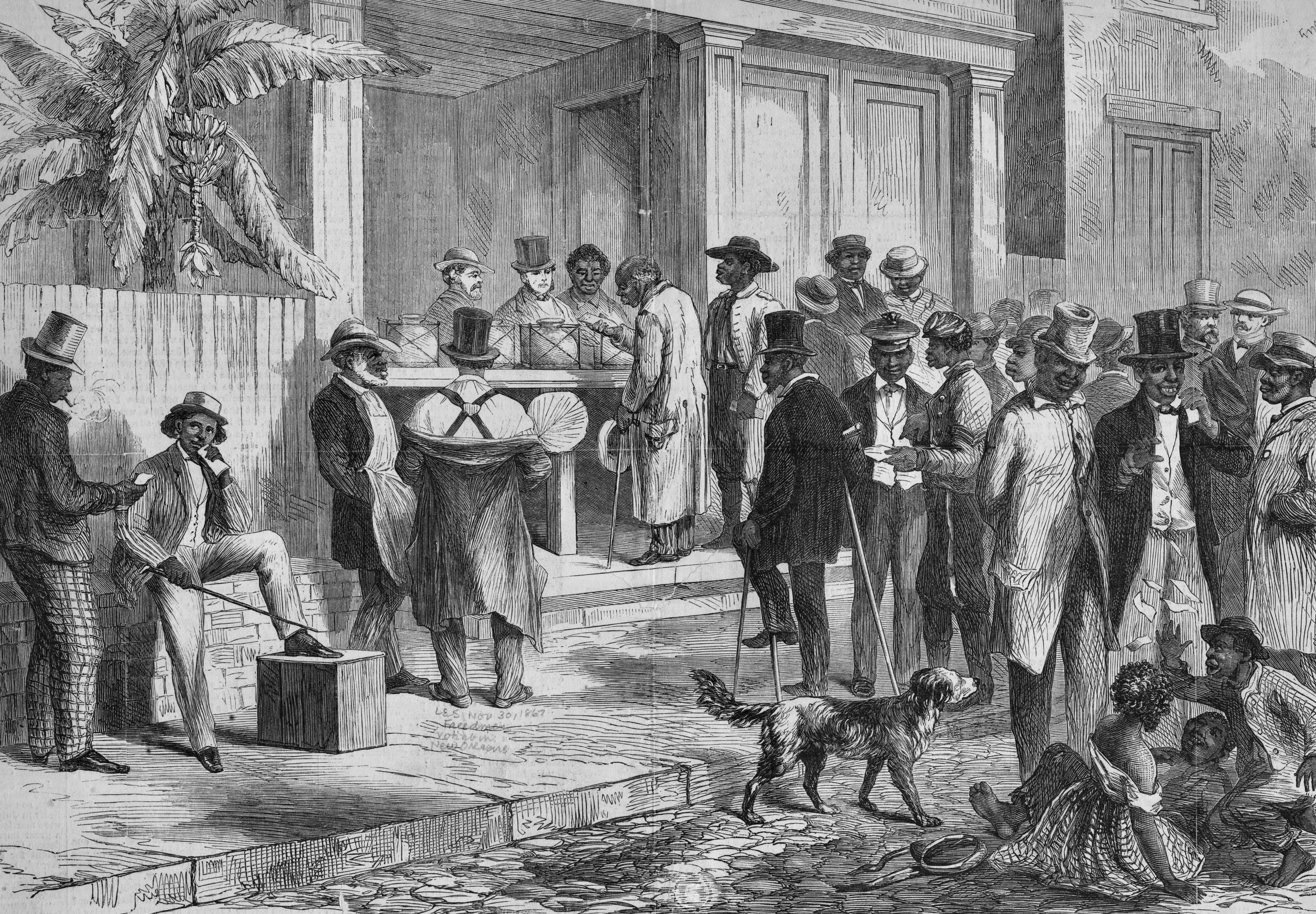
Exesclavos en Nueva Orleans durante la época de la Reconstrucción

Cuarenta acres y una mula es una frase que hace referencia a un suceso de la historia de los Estados Unidos. En la Orden Especial de Campo No. 15, proclamada por el General de la Unión William Tecumseh Sherman el 16 de enero de 1865 durante la Guerra de Secesión, se adjudicaron tierras a algunas familias liberadas en parcelas no mayores de 40 acres (16 hectáreas), a las cuales se les brindaba una mula para iniciar su reforma agraria. Dichas órdenes de campo fueron la consecuencia de una serie de conversaciones entre el Secretario de Guerra Edwin M. Stanton y los abolicionistas republicanos radicales Charles Sumner y Thaddeus Stevens tras las perturbaciones de la institución de la esclavitud provocadas por la Guerra Civil.
Muchos esclavos liberados, después de que varias figuras políticas les aseguraran que tenían derecho a poseer la tierra que habían sido obligados a trabajar como esclavos, estaban ansiosos por controlar una tierra de su propiedad. Esperaban reclamar legalmente los 40 acres de tierra y la mula al finalizar la guerra, y algunos de ellos aprovecharon la orden y tomaron iniciativas para adquirir parcelas de tierra a lo largo de una franja de las costas de Carolina del Sur, Georgia y Florida. Sin embargo, el sucesor de Abraham Lincoln en la presidencia de los Estados Unidos, Andrew Johnson, revocó y anuló explícitamente proclamaciones como las Órdenes Especiales de Campo No. 15.
Algunas redistribuciones de tierras ocurrieron bajo jurisdicción militar durante la guerra y por un breve período de tiempo. Sin embargo, la política federal y estatal durante la época de la Reconstrucción hizo hincapié en el trabajo asalariado para las personas de color, no en la propiedad de la tierra, por lo que gran parte de las tierras asignadas durante la guerra fueron devueltas a sus dueños blancos.